# Estadio Ricardo Saprissa
Het Estadio Ricardo Saprissa is een multifunctioneel stadion in San José, Costa Rica. Het stadion wordt vooral gebruikt voor voetbalwedstrijden, de voetbalclub Deportivo Saprissa maakt gebruik van dit stadion. Ook het nationale elftal van Costa Rica speelt regelmatig een internationale wedstrijd in dit stadion. In het stadion is plaats voor 23.112 toeschouwers. Het werd geopend in 1972.